# Gymnostachyum polyanthum
Gymnostachyum polyanthum är en akantusväxtart som beskrevs av Robert Wight. Gymnostachyum polyanthum ingår i släktet Gymnostachyum och familjen akantusväxter. Inga underarter finns listade i Catalogue of Life.